# تپه آل احمد
تپه آل احمد مربوط به عصر آهن ۴ و صدر دوران‌های تاریخی پس از اسلام است و در شهرستان مشگین‌شهر، بخش مرکزی، دهستان مشکین غربی، روستای احمد بیگلو واقع شده و این اثر در تاریخ ۲۸ اسفند ۱۳۸۵ با شمارهٔ ثبت ۱۹۰۰۰ به‌عنوان یکی از آثار ملی ایران به ثبت رسیده است.